# エルヴェ学院
エルヴェ学院（エルヴェがくいん）は、株式会社エルヴェが運営する小学生から高校生を対象とした学習塾である。千葉県と東京都東部を中心に展開している。

## 特徴と概要
- 完全個別指導を特徴とする。
- 秋に私立中学・高校対象の入学相談会を実施（150校ほど参加）。
- 2か月に一回程度、本部広報課が塾内情報誌『エルヴェNEWS』を発行している。
- 講師は通常募集制である。

## 教室
各教室の所在地などの詳細については公式サイト「教室案内」を参照。